# Історія еротичних зображень

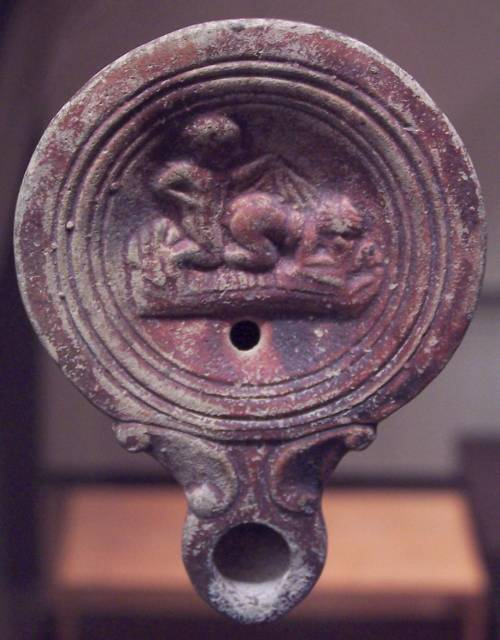
Римський каганець на якому зобрежено статевий акт "по-собачому"

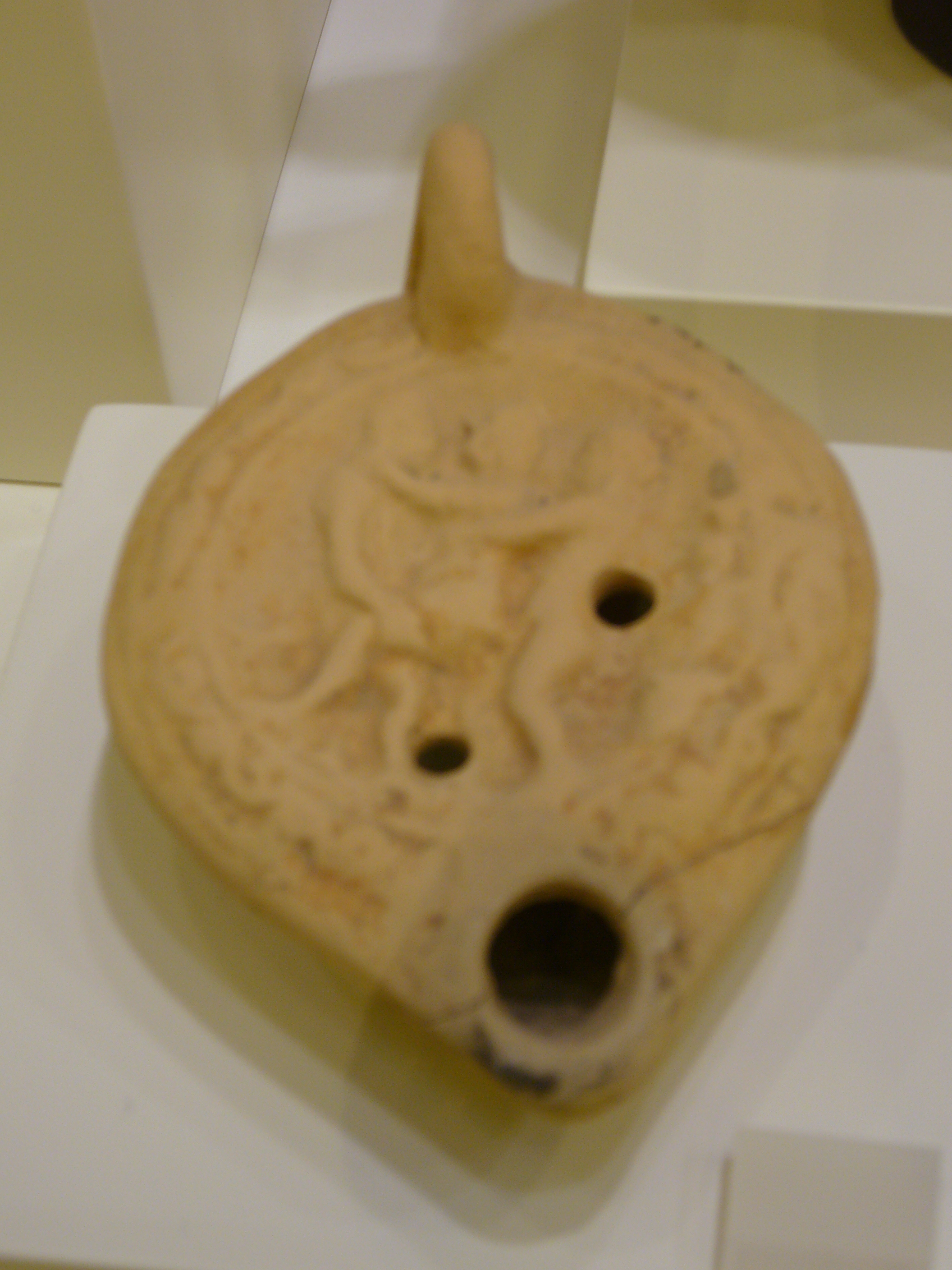
Римський каганець (близько 1-го століття н.е.) на якому зображено секс утрьох

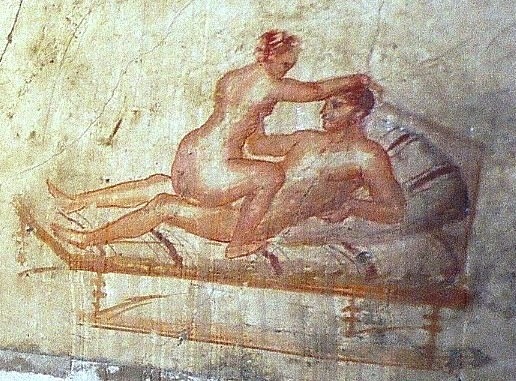
Типовий гетеросексуальний римський живопис з Помпей

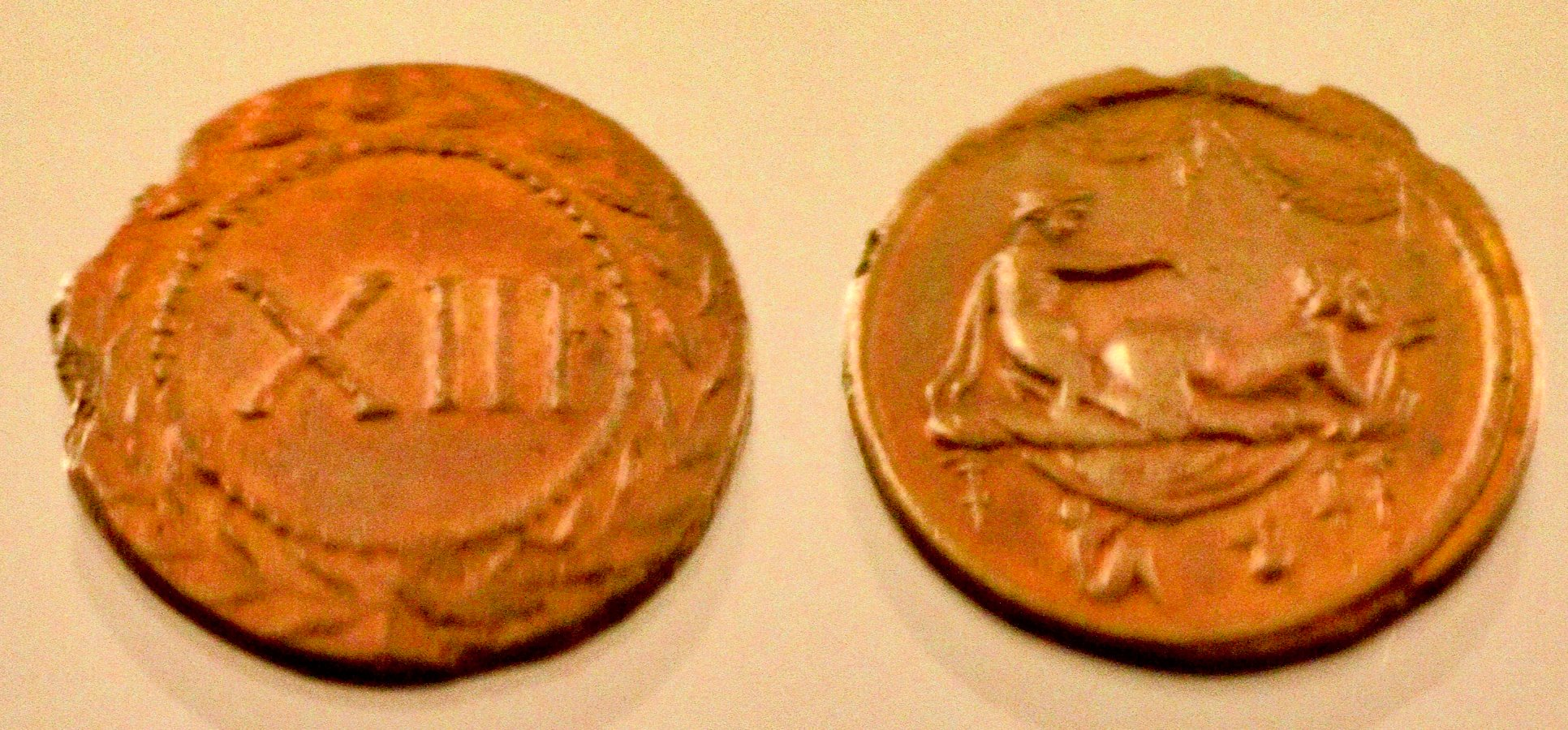
Римська спінтрія (жетон борделю)

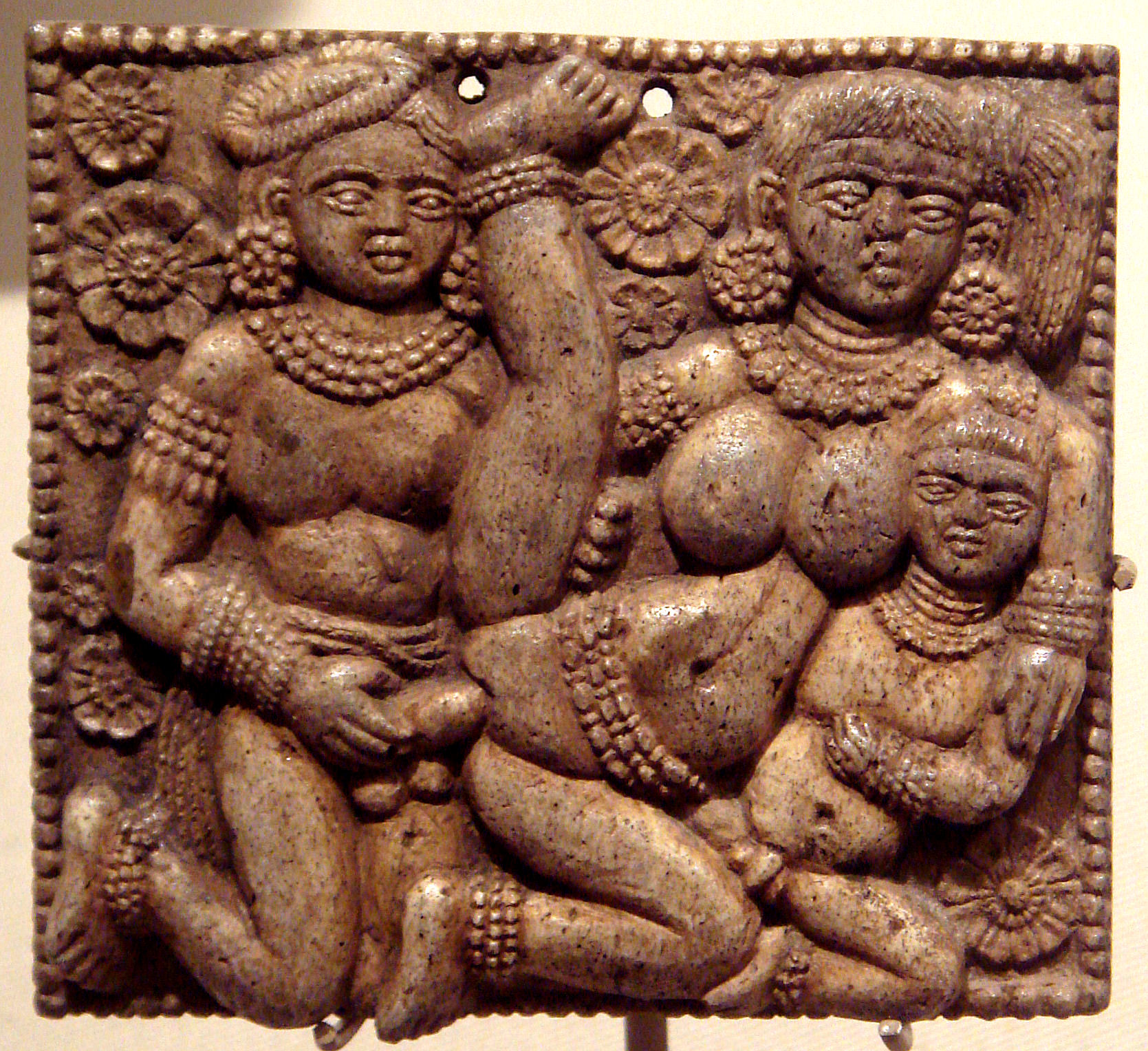
Скульптура імперії Шунга (Індія), 1-ше століття до н.е.. Музей мистецтва Метрополітен.

Історія еротичних зображень включає в себе живопис, скульптуру, фотографію, драматургію, музику та літературу всіх часів, які зображують сцени сексуальної природи. У стародавніх культурах статевий акт часто асоціювався з надприродними силами, і його зображення має й релігійний характер. У країнах Азії, таких як Індія, Шрі Ланка, Непал, Японія та Китай зображення сексуального та еротичного характеру має особливе значення для корінних релігій. Греки та римляни створили багато творів та прикрас еротичного характеру, багато з яких інтегрована у культурні та релігійні практики.
З розвитком комунікаційних технологій кожна нова техніка: друк, фотографія, кіно, комп'ютер адаптувалися для відображення і поширення еротичних зображень.